# Fátima Fernández Christlieb
Fátima Fernández Christlieb (Ciudad de México, 4 de junio de 1949) es una periodista y académica mexicana pionera en los estudios de los medios de comunicación masiva en América Latina. Sus estudios se han centrado en la responsabilidad social de medios de comunicación como la radio y la televisión en México. Es hermana mayor del exfutbolista y conductor mexicano Félix Fernández Christileb.

## Reseña biográfica
Fátima Fernández Christlieb estudió la carrera de Ciencias y Técnicas de la Información de la Universidad Iberoamericana. Continuó sus estudios en la Facultad de Ciencias Políticas y Sociales de la UNAM, donde se doctoró en Sociología. Es una de las pioneras latinoamericana de la investigación en comunicación, considerada referente del campo de estudios por su análisis histórico, político y económico del sistema de medios en México. Fue fundadora y primera presidenta de la Asociación Mexicana de Investigadores de la Comunicación en 1979. En los medios, se desempeñó como directora general de Televisión Universitaria de la UNAM, articulista del periódico Excélsior, además de participar en la fundación del diario La Jornada. En 2018 recibió el reconocimiento Sor Juana Inés de la Cruz, otorgado por la UNAM, por su trayectoria académica.

## Obras
- Los medios de difusión masiva en México (México, 1982).
- La radio mexicana, centro y regiones (México, 1992).
- La responsabilidad de los medios de comunicación (Paidós, Barcelona, 2002).
- Nosotros y los otros: la comunicación humana como fundamento de la vida social (coautora, 2009, México).
- La comunicación humana en tiempos de lo digital (coautora, México, 2013).